# أمادو أورسوا
أمادو أورسوا (بالإسبانية: Amado Ursua)‏ مواليد 13 سبتمبر 1956 في مدينة مكسيكو، هو ملاكم محترف مكسيكي معتزل كان يصنف ضمن فئة وزن الذبابة. حقق بطولة المجلس العالمي للملاكمة.

## إحصائيات
خاض خلال مسيرته 55 نزالا، فاز في 34 ولم يتعادل وخسر في 21. فاز بالضربة القاضية في 25 نزالا.

## روابط خارجية
- أمادو أورسوا على موقع بوكس ريك (الإنجليزية) (registration required)